# 115. Infanterie-Division (Deutsches Kaiserreich)
Die 115. Infanterie-Division war ein Großverband der Preußischen Armee im Ersten Weltkrieg.

## Geschichte
Die Division wurde im April 1915 in der Nähe von Tournai zusammengestellt und zunächst an der Westfront eingesetzt. Anfang August 1915 aus der Front gezogen, kam die Division an die Ostfront. Nach dem Einsatz an der rumänischen Front zwischen Herbst 1916 und Frühjahr 1918 wurde der Verband wieder an die Westfront verlegt. Hier verblieb die Division bis zum Kriegsende, trat anschließend den Rückmarsch in die Heimat an. Sie wurde bis zum 18. Oktober 1919 demobilisiert und schließlich aufgelöst.

### Gefechtskalender

#### 1915
- 02. April bis 9. Mai – Reserve der OHL
- 09. bis 27. Mai – Schlacht bei La Bassée und Arras
- 27. Mai bis 10. Juni – Reserve der OHL
- 11. Juni bis 30. Juli – Kämpfe an der Aisne
- 30. Juli bis 11. August – Reserve der OHL und Transport nach dem Osten
- 17. bis 18. August – Belagerung von Kowno
- 19. August bis 8. September – Njemen-Schlacht
- 09. September bis 2. Oktober – Schlacht bei Wilna
- ab 3. Oktober – Stellungskämpfe zwischen Krewo-Smorgon-Narotschsee-Tweretsch

#### 1916
- bis 28. Juni – Stellungskämpfe zwischen Krewo-Smorgon-Narotschsee-Tweretsch
- 28. Juni bis 26. Juli – Reserve der 10. Armee
  - 16. bis 23. Juli – Schlacht bei Kekkau
- 27. Juli bis 20. August – Reserve der 8. Armee
- 20. August bis 9. September – Stellungskämpfe vor Riga
- 09. bis 21. September – Reserve Oberost
- 21. September bis 4. November – Schlacht bei Kowel
- 05. bis 12. November – Stellungskämpfe am oberen Styr-Stochod
- 18. bis 23. November – Verfolgung durch die Westwalachei
- 24. bis 27. November – Kämpfe am unteren Alt
- 01. bis 5. Dezember – Schlacht am Argesch
- 04. bis 8. Dezember – Verfolgung nach der Schlacht am Arges
  - 6. Dezember – Einnahme von Bukarest
- 09. bis 20. Dezember – Verfolgungskämpfe an Jalomita-Prahova und Buzaul
- 21. bis 27. Dezember – Schlacht bei Rimnicul-Sarat
- ab 28. Dezember – Verfolgungskämpfe nach der Schlacht bei Rimnicul-Sarat

#### 1917
- bis 3. Januar 1917 – Verfolgungskämpfe nach der Schlacht bei Rimnicul-Sarat
- 04. bis 8. Januar – Schlacht an der Putna
- 06. Januar bis 21. Juli – Stellungskrieg an Putna und Sereth
- 22. Juli bis 25. Juli – Abwehrkämpfe am Sereth
- 26. Juli bis 9. Dezember – Stellungskrieg am Sereth und Susita
- ab 10. Dezember – Waffenstillstand an der rumänischen Front

#### 1918
- bis 11. April – Waffenstillstand an der rumänischen Front
- 12. bis 17. April – Transport nach dem Westen
- 18. April bis 2. Juni – Reserve der OHL
- 02. bis 13. Juni – Schlacht bei Soissons und Reims
- 14. Juni bis 4. Juli – Stellungskämpfe zwischen Oise, Aisne und Marne
- 05. bis 17. Juli – Stellungskämpfe westlich Soissons
- 18. bis 20. Juli – Abwehrschlacht zwischen Soissons und Reims
- 21. Juli bis 7. August – Reserve der OHL
- 08. August bis 19. September – Stellungskämpfe vor Verdun
- 21. bis 26. September – Stellungskämpfe in der Woëvre-Ebene und westlich der Mosel
- 26. September bis 11. November – Abwehrschlacht in der Champagne und an der Maas
- ab 12. November – Räumung des besetzten Gebietes und Marsch in die Heimat

## Gliederung

### Kriegsgliederung vom 3. April 1915
- 229. Infanterie-Brigade
  - Reserve-Infanterie-Regiment Nr. 40
  - 4. Lothringisches Infanterie-Regiment Nr. 136
  - 2. Ober-Elsässisches Infanterie-Regiment Nr. 171
  - 1. und 2. Eskadron/3. Badisches Dragoner-Regiment „Prinz Karl“ Nr. 22
  - Feldartillerie-Regiment Nr. 229
  - Pionier-Kompanie Nr. 229

### Kriegsgliederung vom 20. Februar 1918
- 229. Infanterie-Brigade
  - Reserve-Infanterie-Regiment Nr. 40
  - 4. Lothringisches Infanterie-Regiment Nr. 136
  - 2. Ober-Elsässisches Infanterie-Regiment Nr. 171
  - 2. Eskadron/3. Badisches Dragoner-Regiment „Prinz Karl“ Nr. 22
- Artillerie-Kommandeur Nr. 115
  - Feldartillerie-Regiment Nr. 229
- Pionier-Bataillon Nr. 143
- Divisions-Nachrichten-Kommandeur Nr. 115

## Kommandeure
| Dienstgrad                   | Name                | Datum                              |
| ---------------------------- | ------------------- | ---------------------------------- |
| Generalmajor/Generalleutnant | Alfred von Kleist   | 01. April 1915 bis 5. Februar 1918 |
| Generalleutnant              | Theodor Mengelbier  | 06. Februar bis 21. März 1918      |
| Generalmajor                 | Friedrich Kundt     | 22. März 1918 bis 1. Januar 1919   |
| Generalleutnant              | Dietrich von Roeder | 02. Januar bis 18. Oktober 1919    |